# Temnothorax brevidentis
Temnothorax brevidentis (лат.) — вид мелких по размеру муравьёв рода трибы Crematogastrini из подсемейства Myrmicinae семейства Formicidae.

## Распространение
Афротропика (Кения, Mpala Research Centre).

## Описание
Мелкие желтовато-бурые муравьи (2-3 мм). Голова длиннее свой ширины (CI 76) с параллельными боками. Длина головы (HL) 0,63 мм; ширина головы (HW) 0,48 мм, длина скапуса усика (SL) 0,573 мм. Клипеус и брюшко гладкие и блестящие. Проподеальные шипики короткие. Усики рабочих и самок 12-члениковые. Малочисленные семьи обитают в гнёздах, расположенных в подстилке и древесных остатках.

## Систематика
Вид Temnothorax brevidentis был впервые описан в 2015 году Мэттью Пребусом (University of California, Davis, Davis, Калифорния, США). Включён вместе с видами Temnothorax mpala, Temnothorax megalops и Temnothorax rufus в состав видовой группы Temnothorax laurae species group.